# Damó (metge)
Damó o Damió (en llatí Damon o Damion en grec antic Δάμων o Δάμιων) era un metge grec esmentat com un dels autors estrangers que va servir de font a Plini el Vell a la seva Naturalis Historia, i que per tant devia viure al segle i o una mica abans. És mencionat també per Gai Plini Valerià.